# Ophiogramma injunctaria
Ophiogramma injunctaria är en fjärilsart som beskrevs av Jacob Hübner 1825. Ophiogramma injunctaria ingår i släktet Ophiogramma och familjen mätare. Inga underarter finns listade i Catalogue of Life.